# Valdivianemertes stannii
Valdivianemertes stannii är en djurart som tillhör fylumet slemmaskar, och som först beskrevs av Grube 1840.  Valdivianemertes stannii ingår i släktet Valdivianemertes och familjen Amphiporidae. Inga underarter finns listade i Catalogue of Life.